# Dik Bruynesteyn
Dik Bruynesteyn, eigenlijk Dick Bruijnesteijn (Rotterdam, 7 juli 1927 – Hoorn, 28 april 2012) was een Nederlands striptekenaar en cartoonist.

## Cartoons en strips
In Bruynesteyns werk was sport een vaak terugkerend thema. Zijn eerste tekening werd in 1947 geplaatst in het Nieuwsblad van het Noorden. In 1948 volgde hij de legendarische Bob Uschi op als sportcartoonist bij de Haagsche Courant en Het Vrije Volk.
In de jaren 70 en 80 had hij een dagelijkse krantenstrip in veel Nederlandse dagbladen met Appie Happie, een strip over een voetbalelftal, waarmee hij zijn grootste bekendheid kreeg. Tekeningen van Bruynesteyn verschenen ook in het Duitse blad Der Kicker.

## Televisieprogramma's
Vanaf het begin van de jaren 1960 werkte Bruynesteyn regelmatig voor televisieprogramma's zoals Sport in Beeld, dat later NTS/NOS Studio Sport zou heten. Voor Farce Majeure maakte hij tekeningen voor het lied Dat is uit het leven gegrepen op teksten van Bram Pola. Bij andere programma's droeg hij bij met ideeën en tekst.

### Dubbel Di(c)k
Samen met toenmalig NRCV-regisseur Dick van Bommel maakte Bruynesteyn drie getekende jaaroverzichten onder de naam Dubbel Di(c)k. Hiervoor maakte hij in 1960, 1961 en 1962, ruim honderd tekeningen per overzicht. Van Bommel sprak het commentaar in. Later maakten ze hun animatiefilms ook voor het programma Wat een wereld.

## Waardering en onderscheidingen
In 1973 werd door lezers van het Pijprokers Magazine over de titel van Pijproker van het jaar 1973 gestemd. Cees Berkhouwer, voorzitter van het Europees Parlement, kreeg de titel. Bruynesteyn werd een tweede plaats toebedeeld, nog voor de dat jaar afgetreden minister van Buitenlandse Zaken Norbert Schmelzer en televisieregisseur Ralph Inbar.
In 2005 kreeg Bruynesteyn de Bulletje en Boonestaak Schaal, een Nederlandse stripprijs, voor personen en organisaties die aan de wieg hebben gestaan van het Nederlandse beeldverhaal.
Ter gelegenheid van de tachtigste verjaardag van Bruynesteyn in 2007 verscheen dat jaar het album Appie Happie terug van weggeweest en werd een overzichtstentoonstelling van zijn werk gehouden in het Nederlands Stripmuseum in Groningen. 

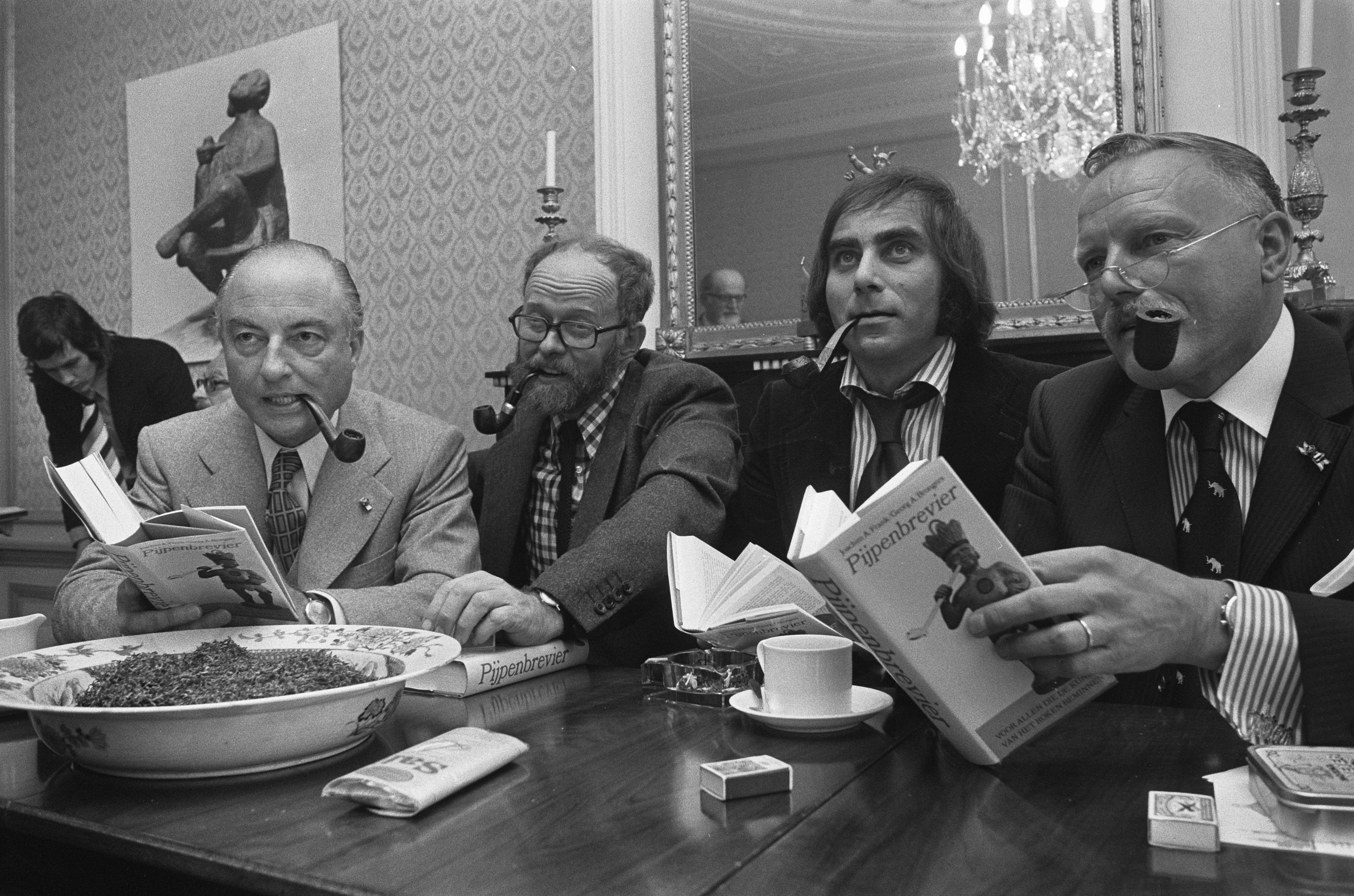
Boekpresentatie in 1973 met Schmelzer, Bruynesteyn, Inbar en Berkhouwer.
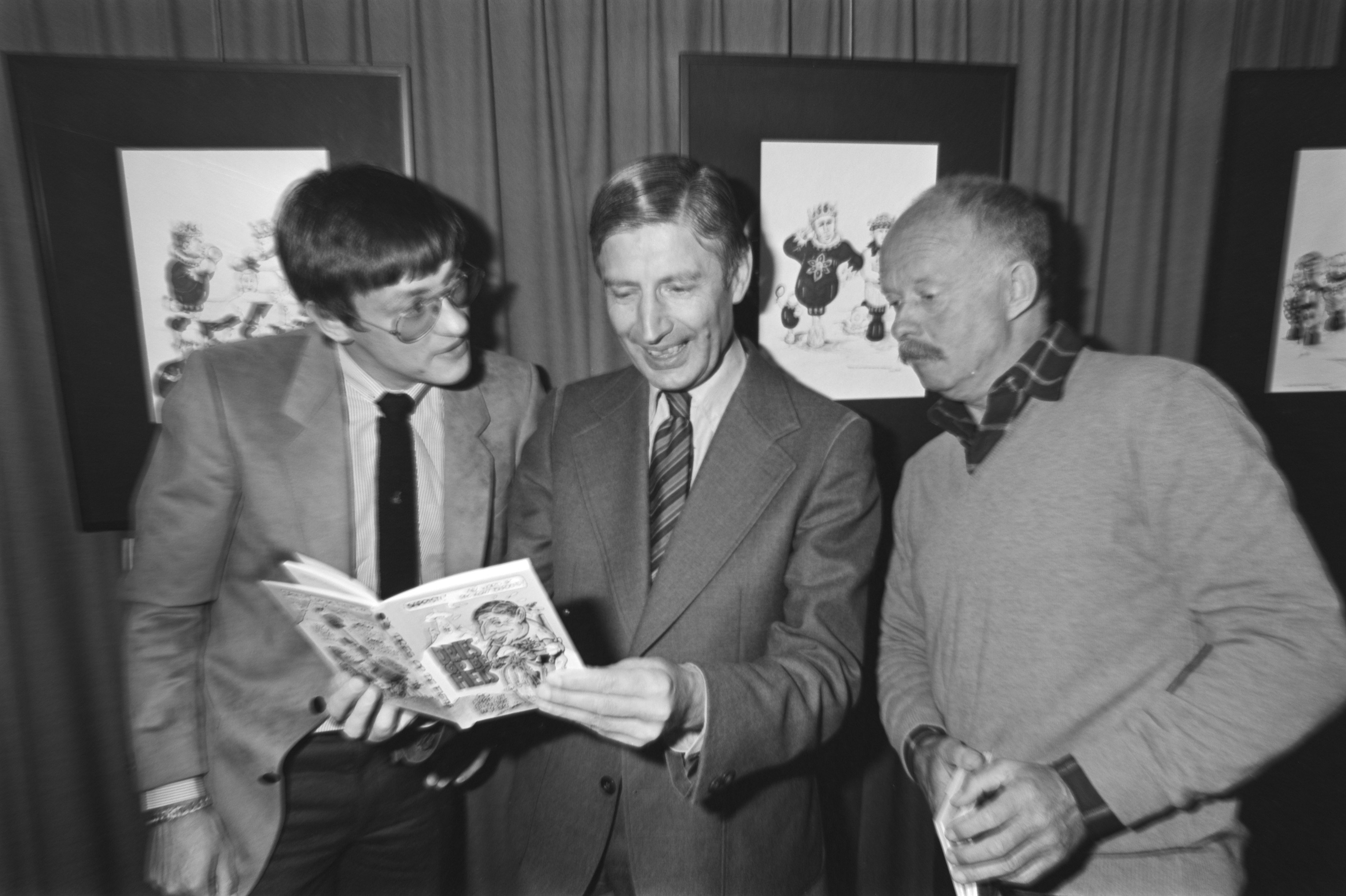
Boekpresentatie Dries op de Fiets in 1981 met Gerrie Knetemann en Dries van Agt.
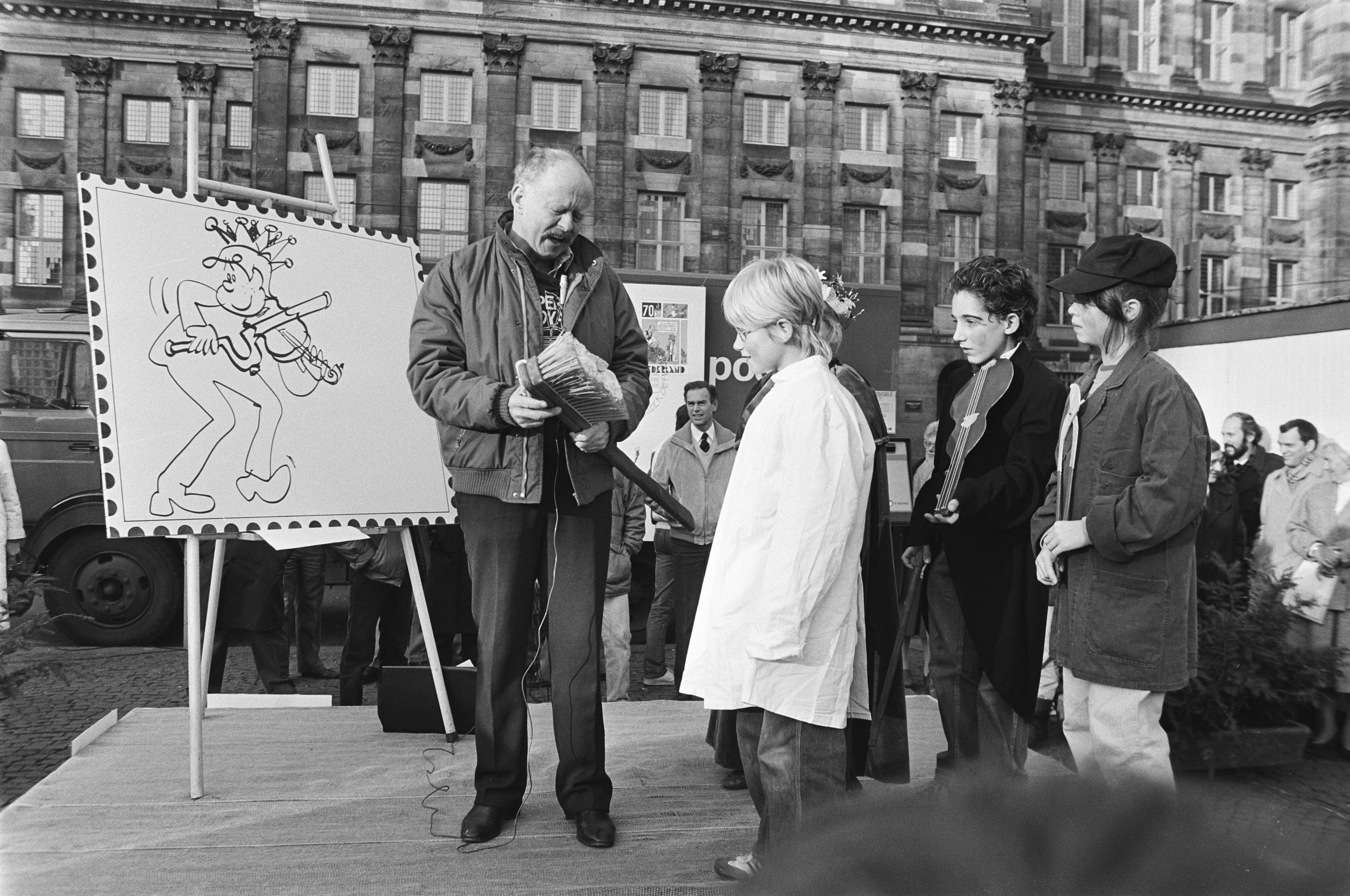
Appie Happie en Bruynesteyn starten verkoop kinderpostzegels in 1984.

- Digitale Bibliotheek voor de Nederlandse Letteren: bruy112
- International Standard Name Identifier: 0000 0003 9428 4544
- Nederlandse Thesaurus van Auteursnamen: 06931649X
- RKD-Nederlands Instituut voor Kunstgeschiedenis: 13685
- Virtual International Authority File: 288792257
- WorldCat: E39PBJwttfPPPbkFqmMkWyYMfq